# 初島駅
初島駅（はつしまえき）は、和歌山県有田市初島町浜にある、西日本旅客鉄道（JR西日本）紀勢本線（きのくに線）の駅。
和歌山駅 - 御坊駅間を快速運転する列車は通過となるため、事実上は各駅停車しか停車しない。しかし、1987年から1989年にかけての海水浴シーズンには、一部の特急が停車したことがある。

## 歴史
- 1938年（昭和13年）12月15日：紀勢西線の下津駅 - 箕島駅間に駅員無配置簡易停車場として新設開業[2]。同日には同じ紀勢西線の冷水浦駅も開業している。
- 1942年（昭和17年）1月15日：東亜燃料工業株式会社（現・ENEOS）専用側線の工事が完成、同線に発着する車扱貨物の取り扱いを開始する。駅長以下8名の職員が配置される[2]。
- 1944年（昭和19年）3月28日：駅舎竣工[2]。
- 1945年（昭和20年）7月28日：空襲を受け、駅舎焼失[2]。
- 1949年（昭和24年）3月14日：新駅舎竣工[2]。
- 1959年（昭和34年）7月15日：現在の紀勢本線が全通、紀勢本線所属となる[1]。
- 1970年（昭和45年）9月10日：駅構内第二踏切で新宮行きの急行「きのくに2号」とタンクローリーが衝突。1人死亡、10人が負傷[3]。
- 1985年（昭和60年）3月14日：荷物扱い廃止[4]。
- 1986年（昭和61年）11月1日：専用線が廃止となり、車扱貨物取扱を廃止[4]。
- 1987年（昭和62年）4月1日：国鉄分割民営化に伴い、西日本旅客鉄道（JR西日本）の駅となる[1]。
- 2007年（平成19年）：3月から4月にかけて、駅の補強工事が行われる。
- 2018年（平成30年）3月17日：この日より終日無人駅となる[5]。
- 2020年（令和2年）3月14日：ICカード「ICOCA」の利用が可能となる[6]。
- 2025年（令和7年）3月26日：3Dプリンターで部材が製作された新駅舎が完成[7]。
  - 7月22日：新駅舎の供用開始。

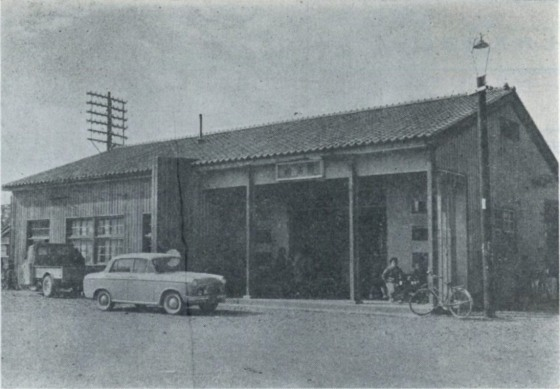
1962年頃の駅舎
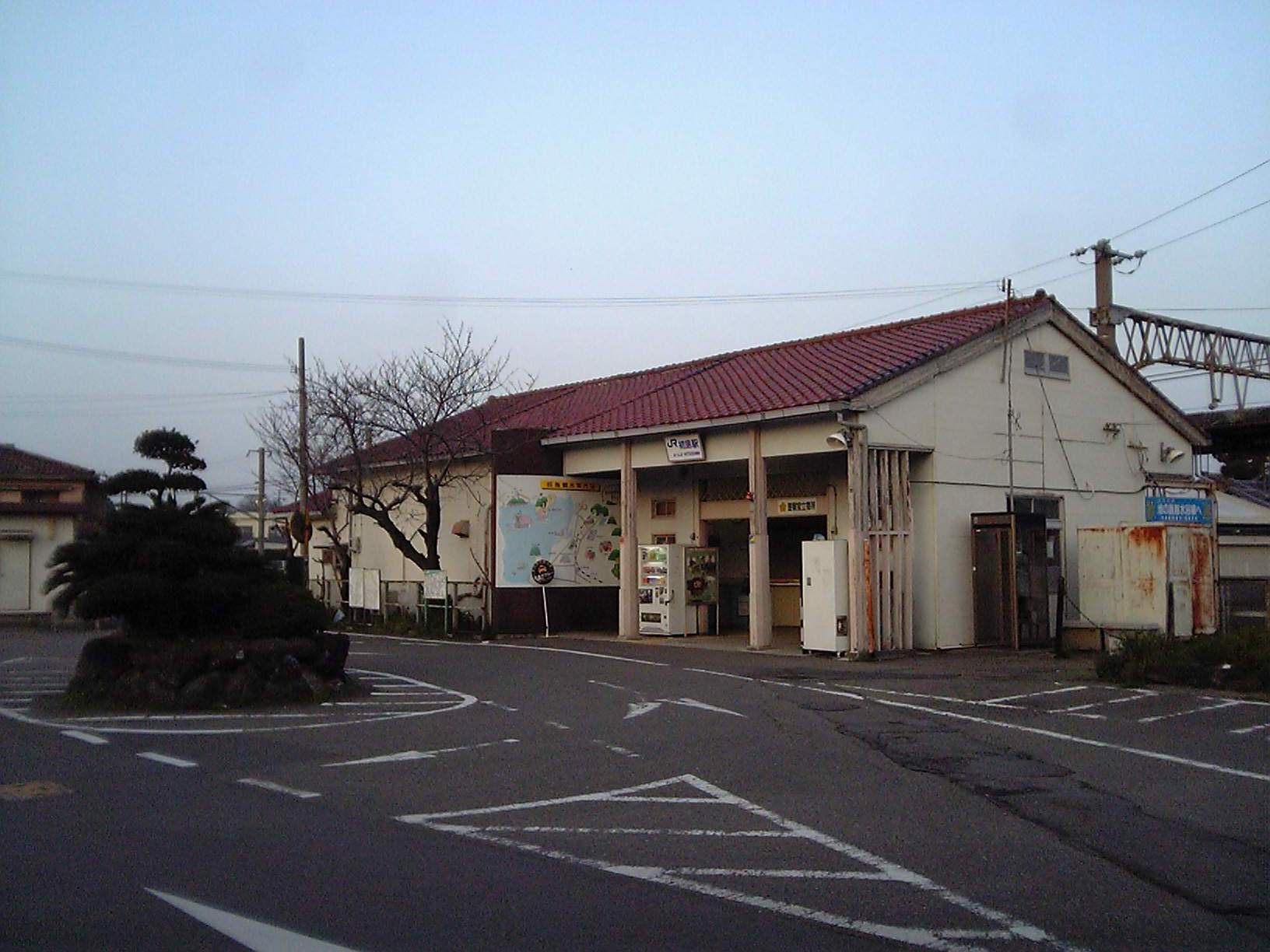
旧駅舎（2010年3月）

## 駅構造
島式ホーム1面2線を有する地上駅。配線上では棒線駅であるが、場内・出発信号機を備え、閉塞の境界として機能している。線路東側に駅舎があり、駅舎からホームへは跨線橋で連絡している。
1949年竣工の木造駅舎が長年にわたり使用されていたが、2025年に3Dプリンターで製作された駅舎に建て替えられた。熊本県水俣市の工場で3Dプリンターで4つの部材を製作し、トラックで輸送し現地で組み合わせて建設するという工法であり、壁には有田市の特産であるミカンとタチウオの図柄が入っている。なお、3Dプリンターで作られた駅は世界初である。
紀伊田辺駅が管理する無人駅である。タッチパネル式自動券売機が1台設置されている。

### のりば
| のりば | 路線       | 行先                 |
| ------ | ---------- | -------------------- |
| 1      | きのくに線 | 御坊・白浜・新宮方面 |
| 2      | きのくに線 | 和歌山・天王寺方面   |

- 上表の路線名は旅客案内上の名称（愛称）で表記している。
- 2010年（平成22年）4月ごろから、1番のりば、2番のりばともに簡易自動放送が使用されている。

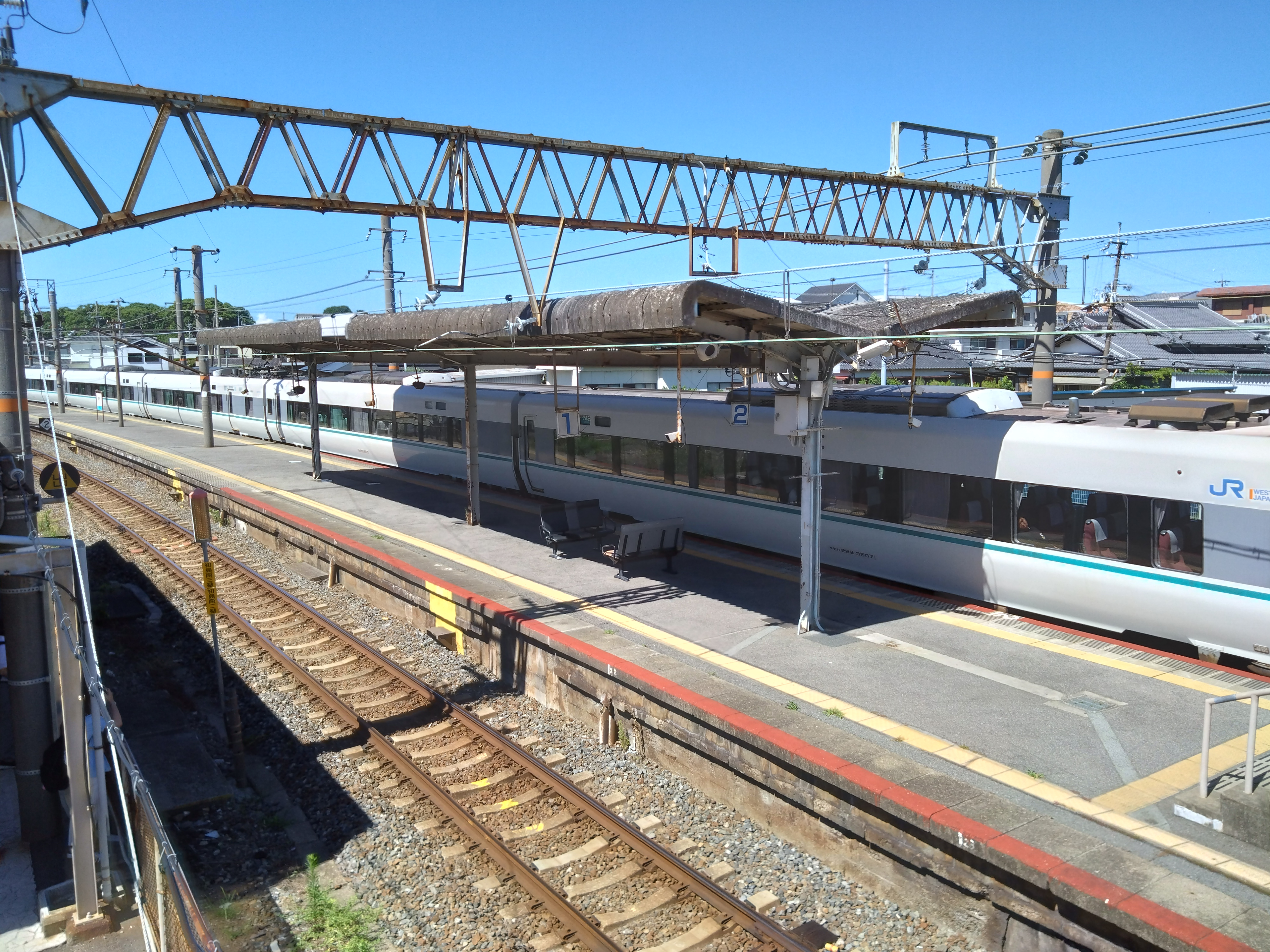
ホーム（2025年7月）

## 利用状況
近年の1日平均乗車人員の推移は以下の通りである。
| 年度   | 1日平均 乗車人員 |
| ------ | ---------------- |
| 1998年 | 536              |
| 1999年 | 488              |
| 2000年 | 475              |
| 2001年 | 448              |
| 2002年 | 435              |
| 2003年 | 414              |
| 2004年 | 399              |
| 2005年 | 393              |
| 2006年 | 397              |
| 2007年 | 407              |
| 2008年 | 414              |
| 2009年 | 392              |
| 2010年 | 407              |
| 2011年 | 419              |
| 2012年 | 396              |
| 2013年 | 402              |
| 2014年 | 403              |
| 2015年 | 398              |
| 2016年 | 340              |
| 2017年 | 361              |
| 2018年 | 337              |
| 2019年 | 330              |
| 2020年 | 286              |
| 2021年 | 285              |
| 2022年 | 274              |

## 駅周辺
駅の隣にENEOS和歌山製油所がある。
- 有田市役所初島支所
- 有田市立初島小学校
- 有田市立初島中学校
- 日本郵便 有田初島郵便局
- 国道42号
- 初島漁港 - 駅から徒歩7分。地ノ島に渡る渡船が運航されている[10]。

## 隣の駅
西日本旅客鉄道（JR西日本）
 きのくに線（紀勢本線）
■快速
通過
■普通（阪和線内で直通快速または紀州路快速となる列車を含む）
箕島駅 - 初島駅 - 下津駅